# Ufficio programmazione economica e centro elaborazione dati e statistica
L’Ufficio Informatica, Tecnologia, Dati e Statistica della Repubblica di San Marino ha sede in Via XXVIII Luglio, 192 a Borgo Maggiore.
Missione:
- Gestire la struttura informatica della Pubblica Amministrazione, presidiandone e stimolandone nel tempo l’evoluzione in coerenza con gli standard internazionali. Garantire la rilevazione, l’elaborazione e l’analisi dei dati con finalità statistica e di supporto alle funzioni di programmazione economica.

## Storia
Nato nel 1969 per disposizione del Congresso di Stato, è stato riconosciuto dalla stato sammarinese con la Legge n.41 del 22 dicembre 1972 "Legge Organica per i dipendenti dello Stato".